# La Celle-Condé
La Celle-Condé är en kommun i departementet Cher i regionen Centre-Val de Loire i de centrala delarna av Frankrike. Kommunen ligger  i kantonen Lignières som tillhör arrondissementet Saint-Amand-Montrond. År 2022 hade La Celle-Condé 191 invånare.

## Befolkningsutveckling
Antalet invånare i kommunen La Celle-Condé
Referens:INSEE